# Nicolaus Tolckemit
Nicolaus Tolckemit (* 16. Mai 1679 in Preußisch Mark, Polnisch-Preußen; † 9. September 1714 in Zeyer, Polnisch-Preußen) war ein deutscher evangelischer Pfarrer in Polnisch-Preußen.

## Leben
Der Vater Nicolaus Tolckemit (1645–1713) war Pfarrer in Preußisch Mark (seit 1693 an der St.-Marien-Kirche in Elbing), die Mutter war Florentine Hoffmann. Der Junge besuchte das Gymnasium in Elbing und studierte seit 1699 Evangelische Theologie und Recht in Königsberg, seit 1702 in Leipzig.
1706 erhielt Tolckemit eine Pfarrstelle in Lenzen bei Elbing, 1709 in Fürstenau und 1713 in Zeyer, wo er im darauffolgenden Jahr früh starb.
Er war mit Elisabeth Döring verheiratet, ein Neffe war Alexander Nicolaus Tolckemit (1715–1759), der ebenfalls Pfarrer in Lenzen und Preußisch Mark wurde.
Von Nicolaus Tolckemit wurden eine Hochschulschrift, eine Publikation mit Gottfried Wegner, sowie eine Teilnahme an einer theologischen Disputation in Königsberg gedruckt.